# Піцикато
Піцика́то (італ. pizzicato, досл. від італ. pizzicare — щипко́м) — прийом гри на смичкових струнних інструментах щипком, тобто зачіпаючи струну пальцем, від чого виходить уривчастіший, коротший і тихіший звук, ніж при грі смичком.
У нотах прийом гри pizzicato скорочено позначають pizz., повернення до гри смичком позначають arco (досл. — смичко́м). Як правило, піцикато грають правою рукою, в деяких випадках можливе виконання і лівою рукою, що позначається знаком + над кожною нотою.
Прийом гри pizz. на контрабасі є характерним для джазу та деяких видів поп-музики. Для класичної музики характернішим є прийом гри смичком. Водночас відомі камерні та оркестрові твори, що повністю виконуються прийомом піцикато, наприклад:
- 9-та частина Магніфікату Й. С. Баха
- 3-тя частина 4-ї симфонії П. І. Чайковського
- 4-та частина 4-го Струнного квартету Б. Бартока
- 2-га частина Простої симфонії Б. Бріттена та ін.

З другої половини XX століття деякі композитори авангардного напрямку використовують цей прийом також при грі на фортепіано (як правило, при натисненій правій педалі), що дозволяє досягнути специфічного, неповторного тембру звуку.